# Otiothops whitticki
Otiothops whitticki är en spindelart som beskrevs av Cândido Firmino de Mello-Leitão 1940. 
Otiothops whitticki ingår i släktet Otiothops och familjen Palpimanidae. Artens utbredningsområde är Guyana. Inga underarter finns listade i Catalogue of Life.